# Toyota Crown

Toyota Crown Schriftzug 2003–2018

Der Toyota Crown ist eine Personenkraftwagenserie des japanischen Herstellers Toyota, die seit 1955 und zurzeit in der sechzehnten Generation produziert wird. Seit 1991 heißen die teuersten Versionen Crown Majesta, wobei es sich um technisch eigenständige Modelle handelt.
Bei der Vorstellung der sechzehnten Generation im Sommer 2022 zeigte Toyota weitere Crown-Modelle, darunter die Crossover-Limousine Toyota Crown Crossover und das Sport Utility Vehicle Toyota Crown Sport. Somit dient die Bezeichnung nun nicht mehr für ein Modell, sondern für eine Submarke. Bereits seit Sommer 2021 wird mit dem Toyota Crown Kluger in China ein Fahrzeug mit ebenjener Modellbezeichnung angeboten.

## Erste bis Elfte Generation
Die erste Serie wurde noch unter dem Markennamen Toyopet geführt und war der Mittelklasse zuzurechnen. Der Wagen hatte einen kurzhubigen Vierzylinder-OHV-Viertaktmotor mit 1450 cm³ Hubraum, der bei 4000/min 55 PS leistete. Er hatte Schraubenfedern an der Vorderachse und Blattfedern an der hinteren Starrachse. Mit den Folgemodellen wuchs die Crown-Modellreihe in die Obere Mittelklasse hinein.
1979 wurde der Toyota Crown Typ S110 herausgebracht. Wie schon der Vorgängertyp hatte er ein schraubengefedertes Fahrwerk mit Querlenkern vorn und Starrachse hinten und rundum Scheibenbremsen. Der Radstand betrug 2690 mm und die Fahrzeuglänge lag je nach Ausführung bei 4,7 bis 4,9 m. Die Karosserie wurde neu gestaltet und die Ausstattung verbessert. Neben der Limousine gab es ein Coupé in Landaulet-Bauweise sowie Kombi- und Lieferwagen. Anstatt des bisherigen Sechszylindermotors mit 2563 cm³ Hubraum und Doppelvergaser gab es nun ein OHC-gesteuertes Triebwerk mit 2759 cm³ Hubraum und L-Jetronic-Einspritzanlage, das 145 PS (107 kW) bei 5000/min leistete. Auf dem Binnenmarkt wurde der Crown jedoch vorwiegend mit kleineren Motoren ausgeliefert, darunter ein Vierzylinder-Einspritzer mit 1988 cm³, der 125 PS (92 kW) bei 6000/min leistete, den es auch in einer Variante mit Registervergaser gab (110 PS (81 kW) bei 5600/min), ein für LPG-Betrieb ausgelegter Motor mit 1994 cm³ und 86 PS (63 kW) bei 5000/min sowie ein Dieselmotor mit 2188 cm³ und Verteilereinspritzpumpe, der es auf 72 PS (53 kW) bei 4200/min brachte.
Mit dem Typ S110 unternahm Toyota ab 1980 den Versuch, den Crown auch in Deutschland im Segment der Oberen Mittelklasse zu etablieren. Er war die dritte japanische Limousine nach dem Datsun 240 K-GT und dem Datsun/Nissan Laurel mit einem Sechszylinder-Benzinmotor in Deutschland. Die Ausstattung war für die Zeit bemerkenswert und das Fahrzeug vergleichsweise preiswert. Bereits die Basisversion i für damals 23.495 DM verfügte über elektrische Fensterheber, Zentralverriegelung und Abblendlichtabschaltautomatik. Die 3.000 DM teurere Ausstattungsvariante Si war zusätzlich mit einer Klimaanlage, Autoradio und Automatikantenne ausgerüstet, ein Automatikgetriebe kostete 1.300 DM Aufpreis. Erhältlich war auch bereits ein Fahrcomputer, der den Kraftstoffmomentanverbrauch und 9 weitere Parameter anzeigte. Dennoch hatte der Toyota Crown in Europa keinen Erfolg, aufgrund des schwachen Absatzes wurde der Vertrieb außerhalb Asiens bald wieder eingestellt. Ab 1993 war auf diesen Märkten stattdessen der Lexus GS auf gleicher Plattform verfügbar.
1987 hat Toyota im Crown die weltweit ersten CD-ROM-basierten PKW-Navigationssysteme eingeführt.
Der Crown war neben dem Nissan Cedric das beliebteste Taxi in Japan. Als Toyota Crown Comfort oder nur Toyota Comfort bezeichnet, war das Modell ebenfalls in Hongkong und Singapur als Taxi sehr beliebt.

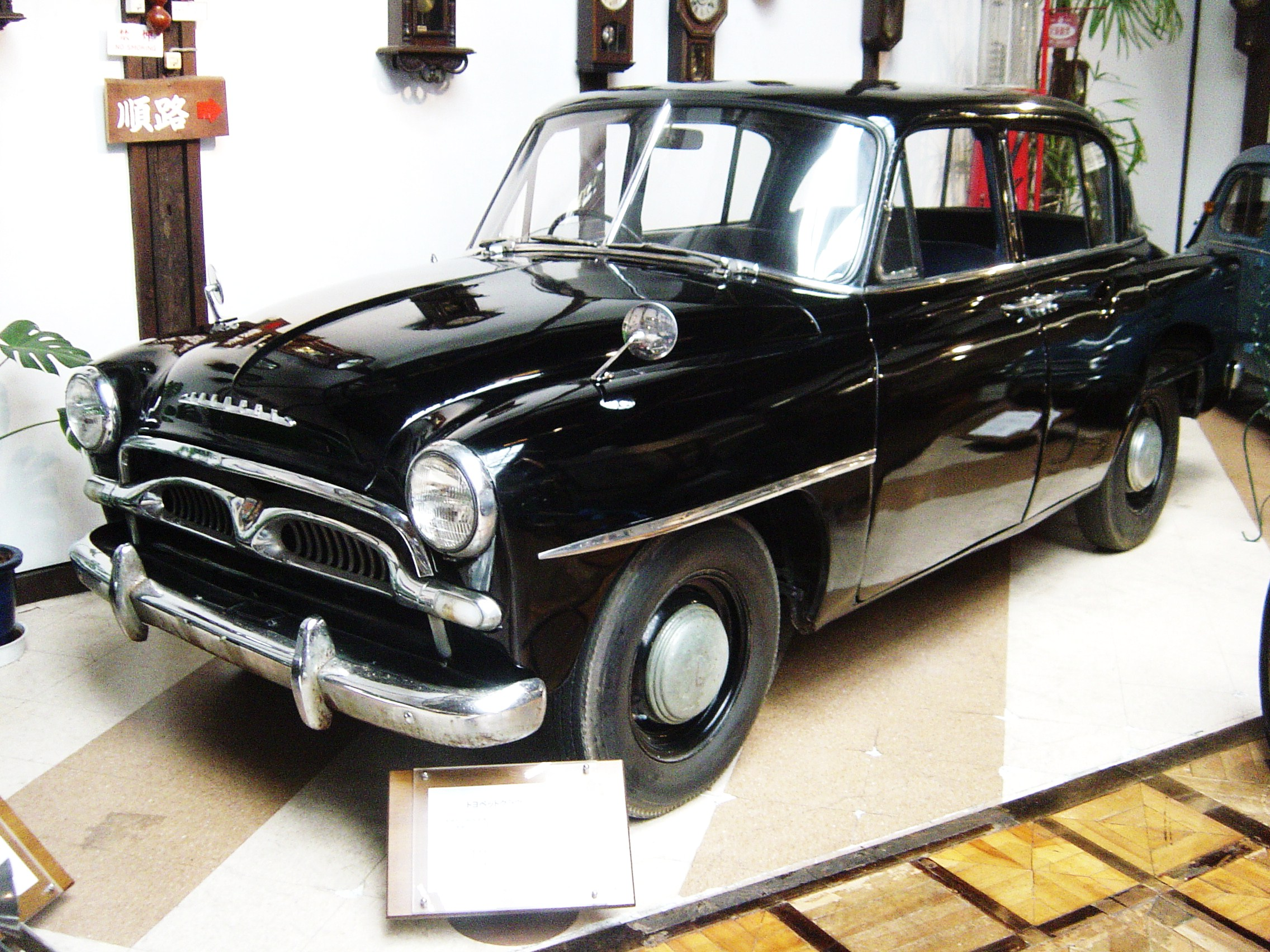
Toyopet Crown (RS, 1955)
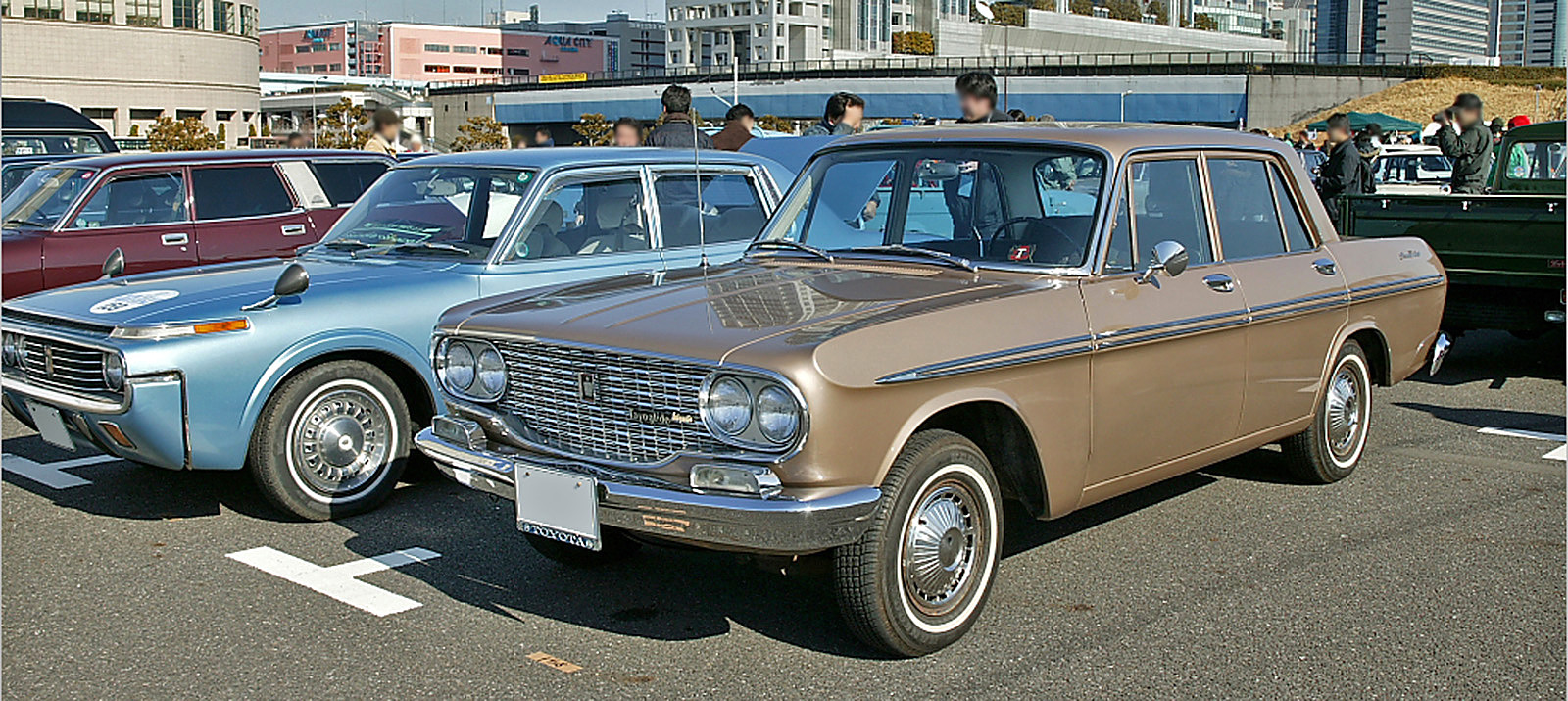
Toyota Crown (S40, 1962–1967)
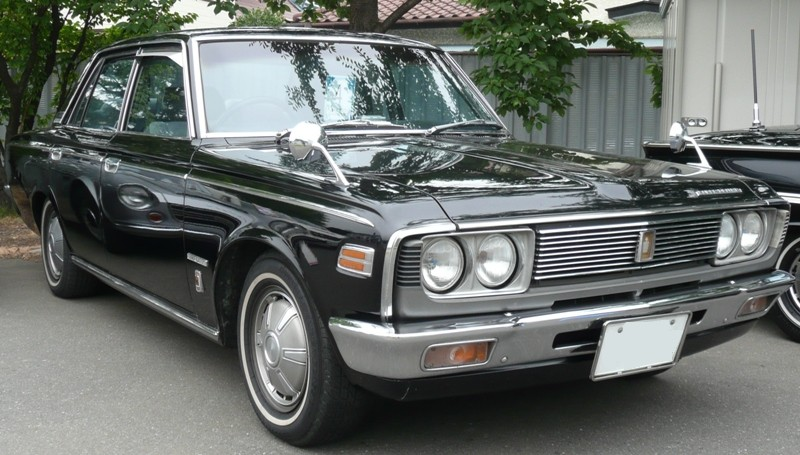
Toyota Crown (S50, 1967–1971)
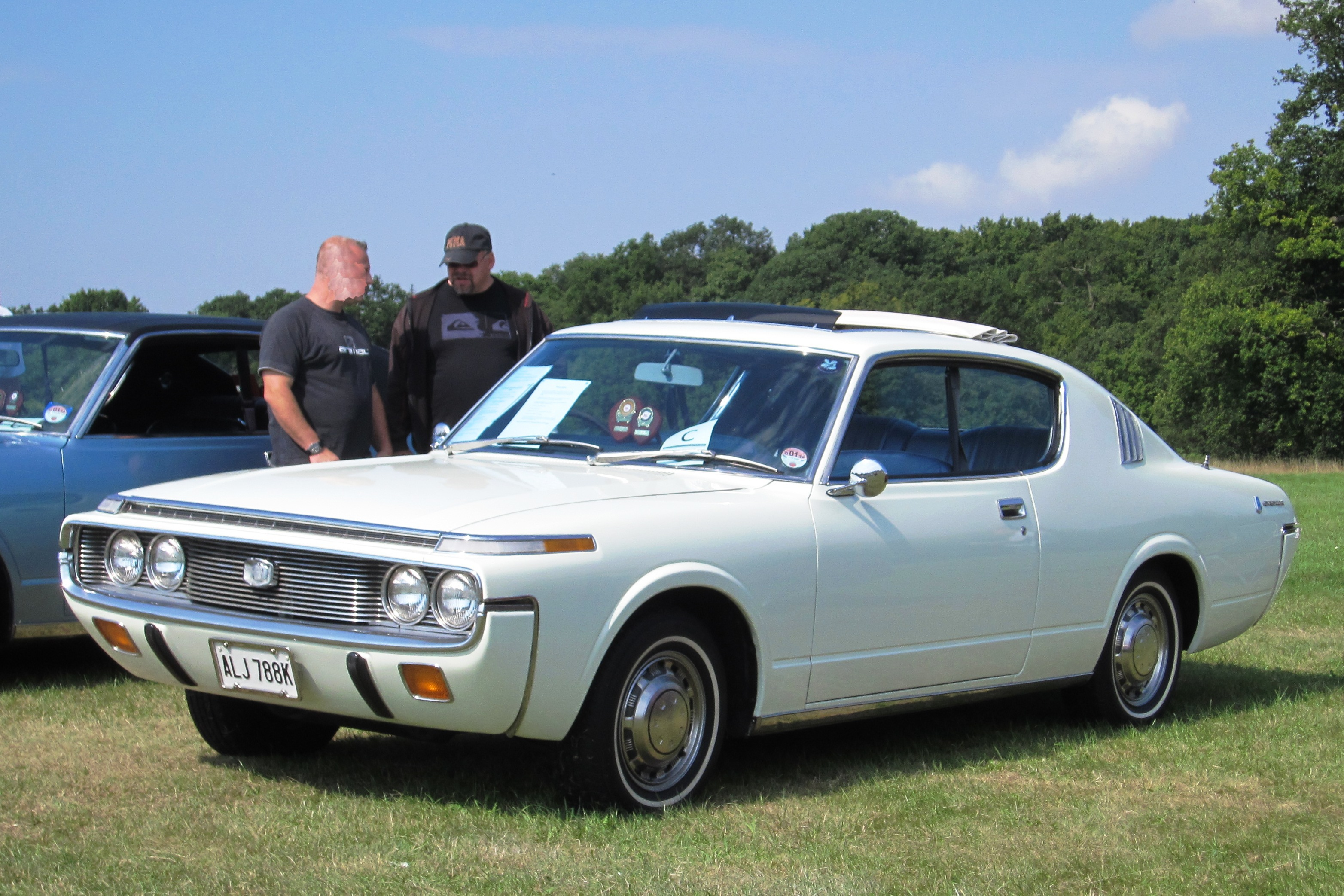
Toyota Crown (S60, 1971–1974)
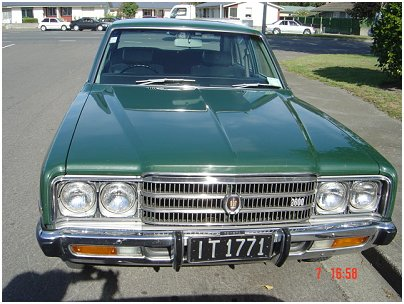
Toyota Crown (S80, 1974–1979)
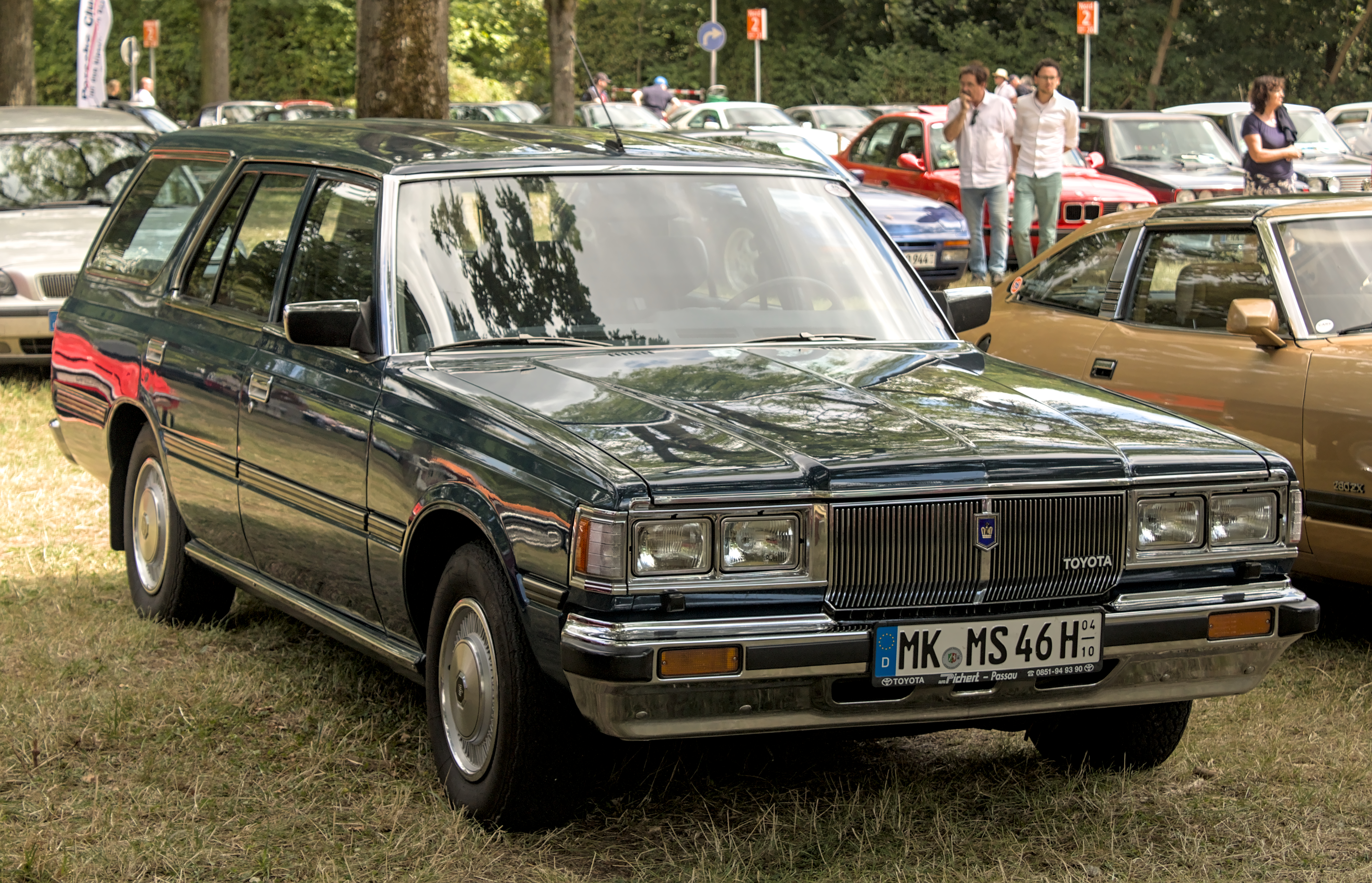
Toyota Crown (S110, 1979–1983)
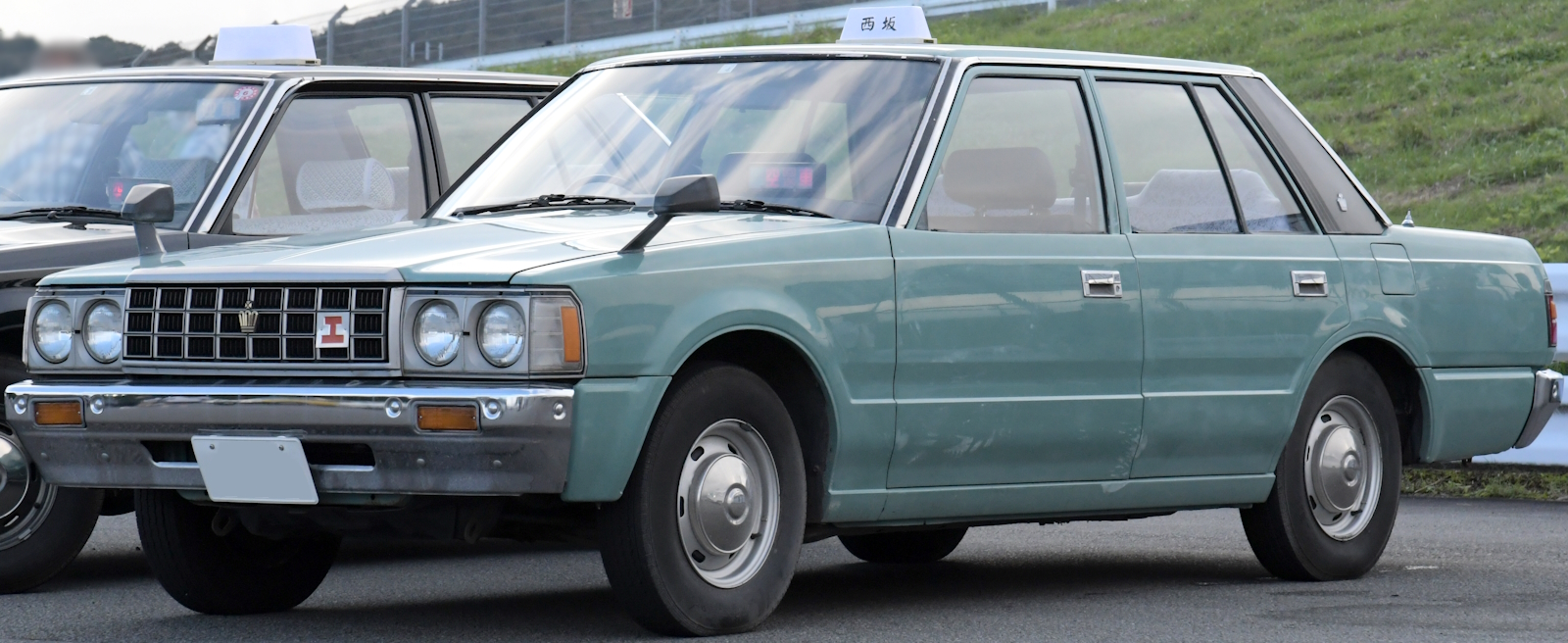
Toyota Crown (S120, 1983–1987)
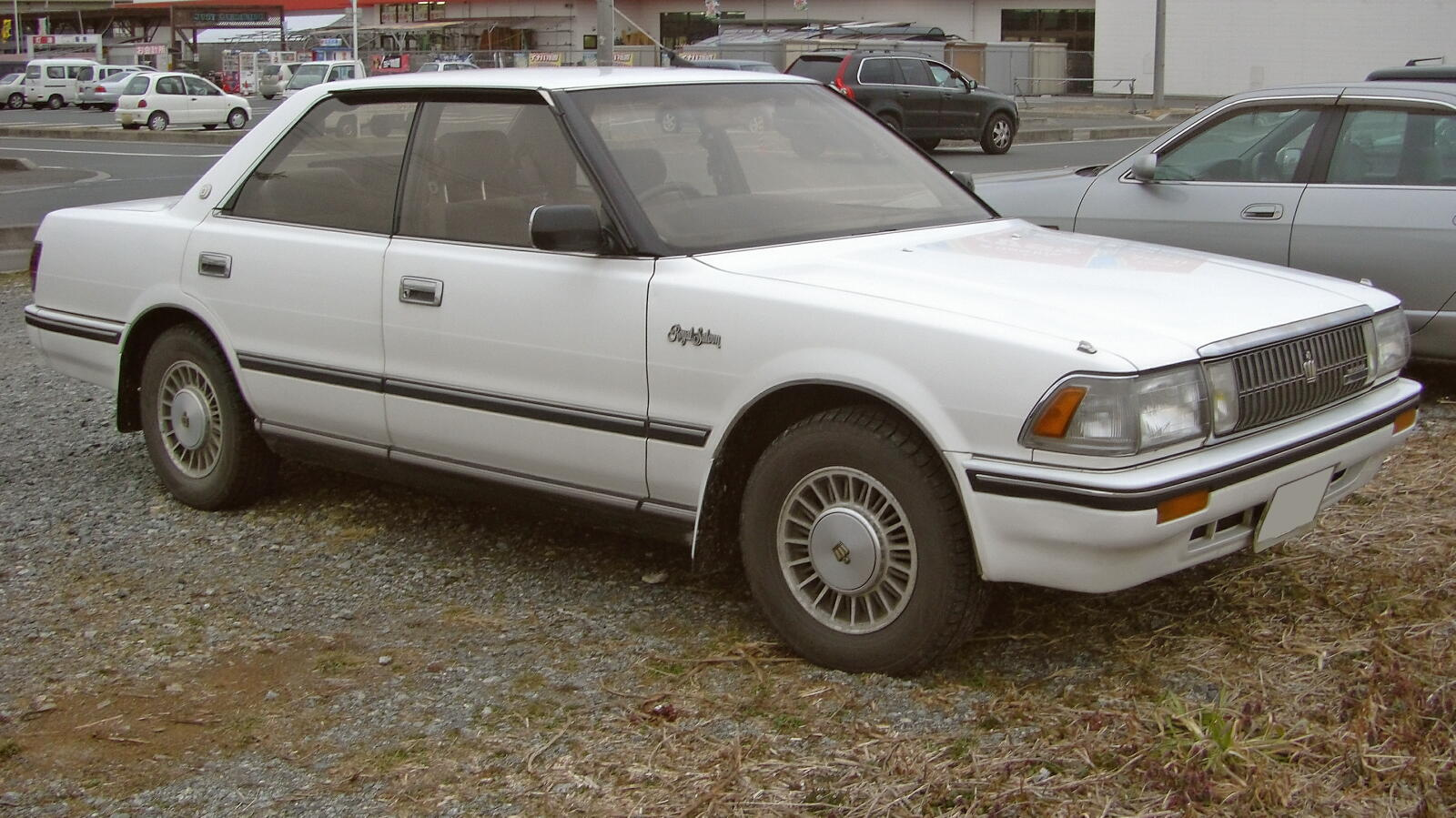
Toyota Crown (S130, 1987–1991)
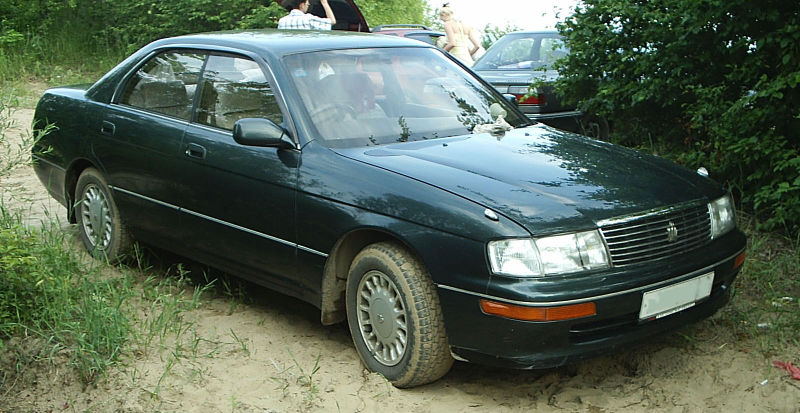
Toyota Crown (S140, 1991–1995)
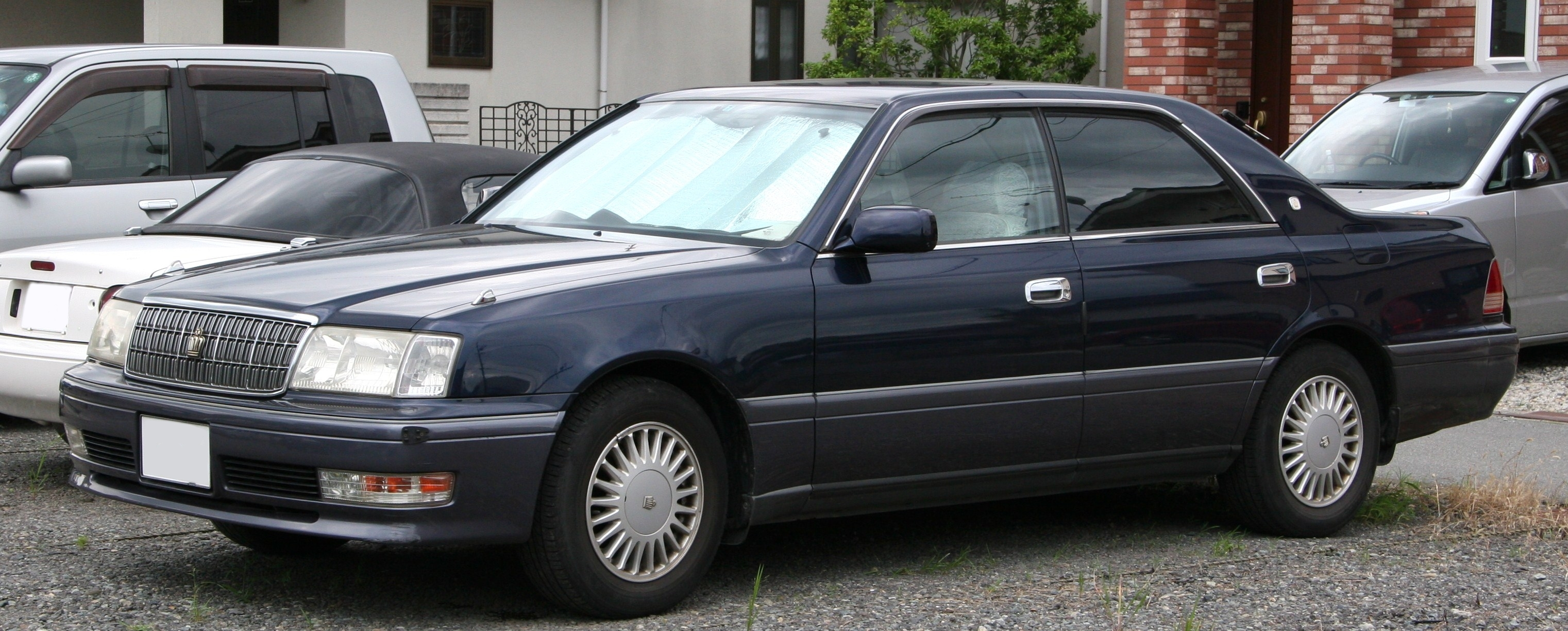
Toyota Crown (S150, 1995–1999)
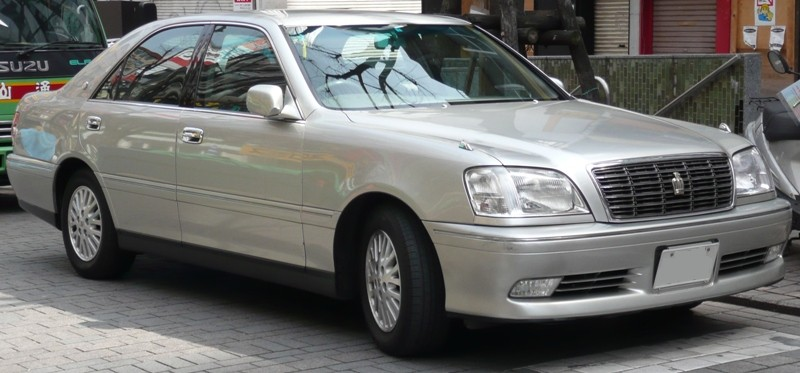
Toyota Crown (S170, 1999–2003)

## Zwölfte Generation (S180, 2003–2008)
Die Modellgeneration von 2003 umfasste die Varianten Crown Comfort, Crown Sedan, Crown Royal, Crown Estate (Kombi), Crown Athlete (mit sportlichem Einschlag) und als Spitzenvariante den nur mit V8-Maschine und als Limousine lieferbaren Crown Majesta (mit Hinterrad- oder Allradantrieb). Der S180 hatte einen Drehratensensor mit einem integrierten Beschleunigungssensor. 2004 hat der Crown Majesta eine Reihe von Innovationen eingeführt, einige davon Weltpremieren: den weltweit ersten Notbremsassistenten mit einem Doppelsensor (Millimeterwellen-Radar und Bilder von einer CMOS-Kamera), die weltweit erste integrierte Fahrdynamikregelung Vehicle Dynamics Integrated Management (VDIM), den weltweit ersten Abstandsregeltempomat mit Niedriggeschwindigkeitsfolge-Funktion und den aktiven Spurhalteassistenten eingeführt.

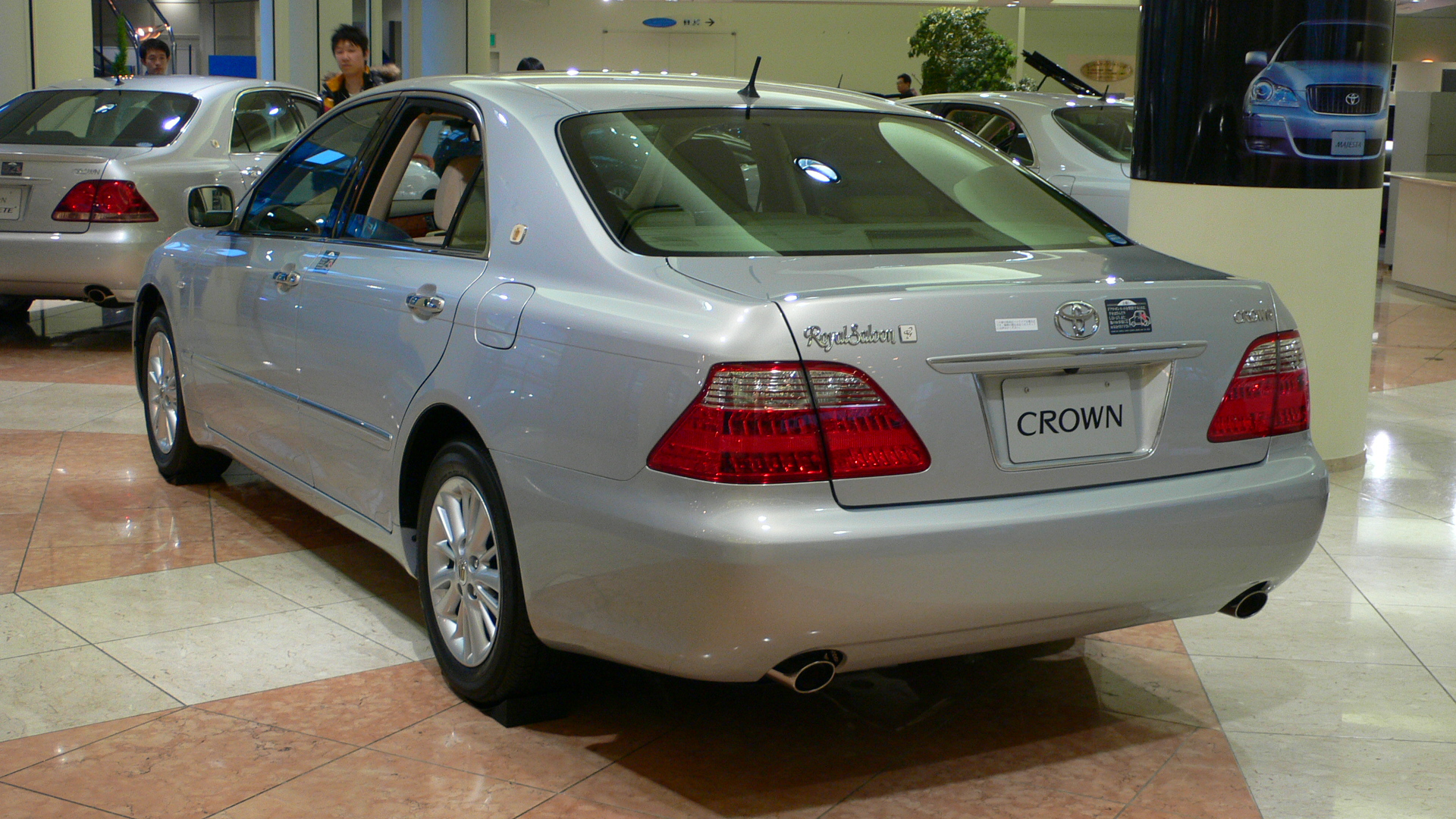
Heckansicht
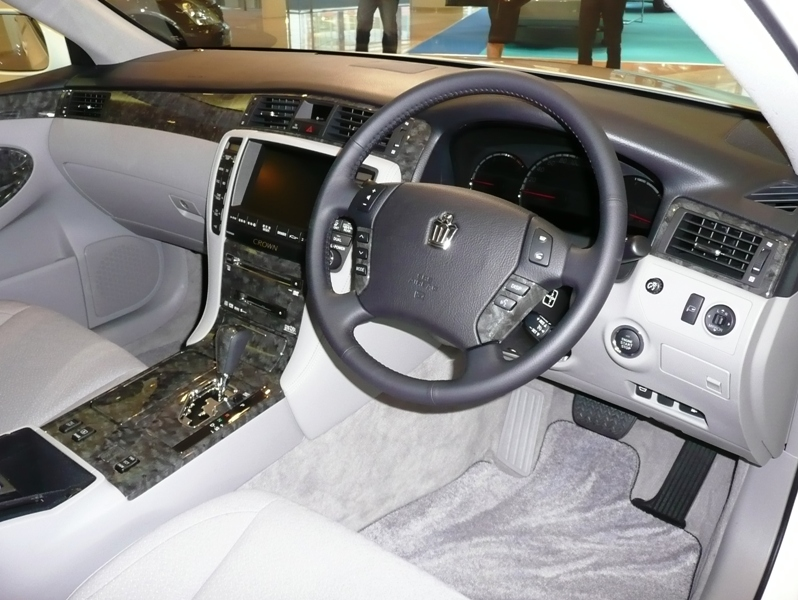
Innenansicht

## Dreizehnte Generation (S200, 2008–2012)
Das Konzept Crown Hybrid wurde 2007 auf der Tokio Motor Show enthüllt. Der neue Crown wird in drei verschiedenen Ausstattungsvarianten angeboten. Der Crown 'Royal Series' ist komfortbetonter und luxuriöser, während der Crown 'Athlete' auch so luxuriös ist, hat er aber ein aggressiveres und sportlicheres Aussehen. Das Hauptmerkmal des Crown 'Hybrid' ist der Hybridantrieb.
Der Toyota Crown ist eines der ersten Fahrzeuge mit dreidimensionalem Satelliten-Navigationssystem (Navigation/Artificial Intelligence-Adaptive Variable Suspension System (NAVI/AI-AVS)) und verfügt auch über andere Merkmale, die kein anderes Luxusfahrzeug hat. Es war das erste Auto mit einem Fahrer-Beobachtungssystem, welches erkennen kann ob der Fahrer die Augen vollständig geöffnet hat. Es hat einen Nachtsicht-Assistenten mit Fußgängererkennung und den weltweit ersten GPS-gestützten Bremsassistenten. 2009 wurde der weltweit erste Front-Seiten-Notbremsassistent für Verkehrs-Kreuzungen und ein Rücksitzairbag eingeführt. Das Luftpolster befindet sich in einer großen Mittelkonsole zwischen den beiden Fondsitzen und bläht sich zwischen den beiden Fondpassagieren auf.
Der Toyota Crown wird als Mitbewerber des BMW 5er, Mercedes E-Klasse, Audi A6, Honda Legend, Lexus GS und Nissan Fuga angesehen.

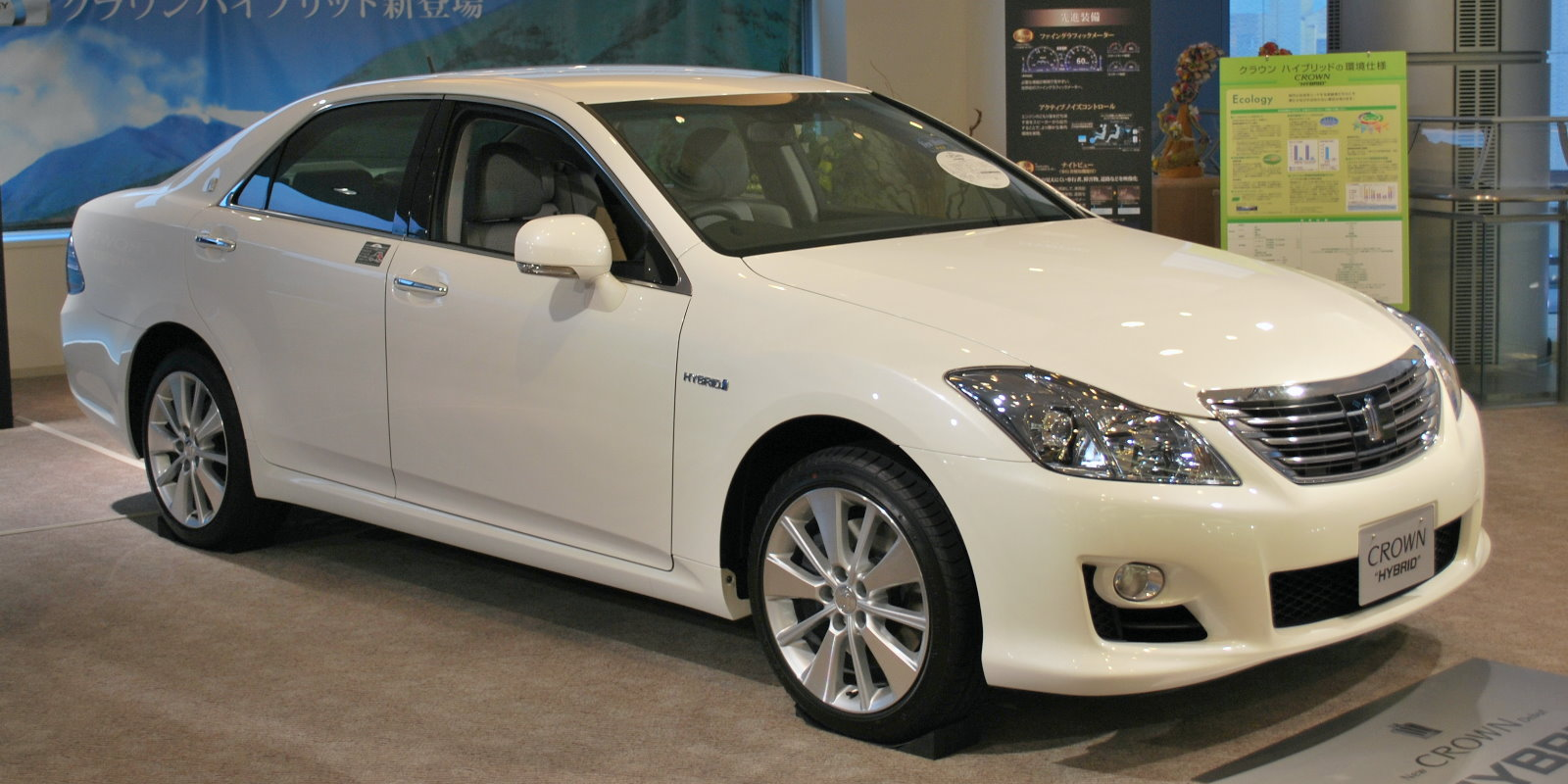
Toyota Crown Hybrid
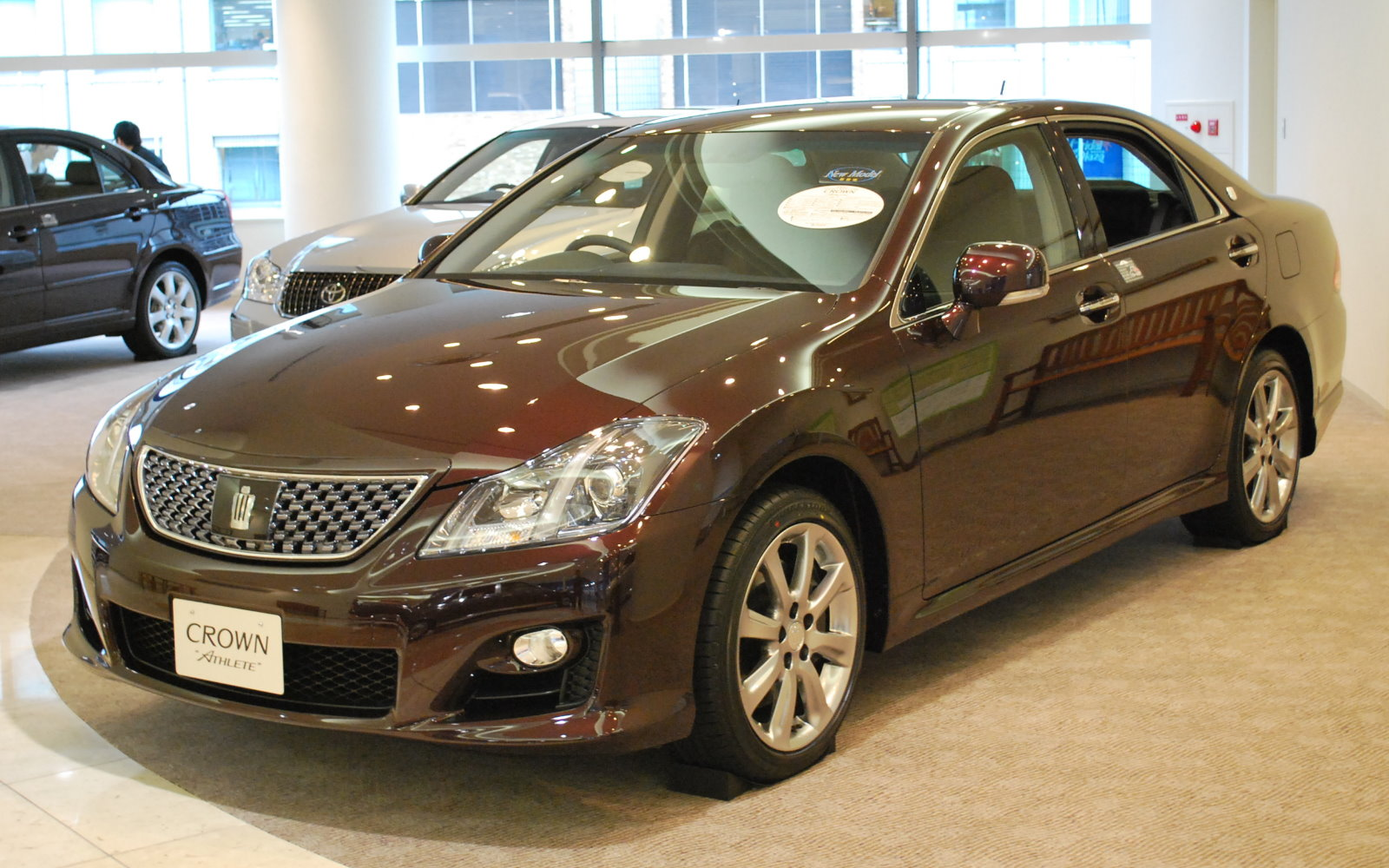
Toyota Crown Athlete
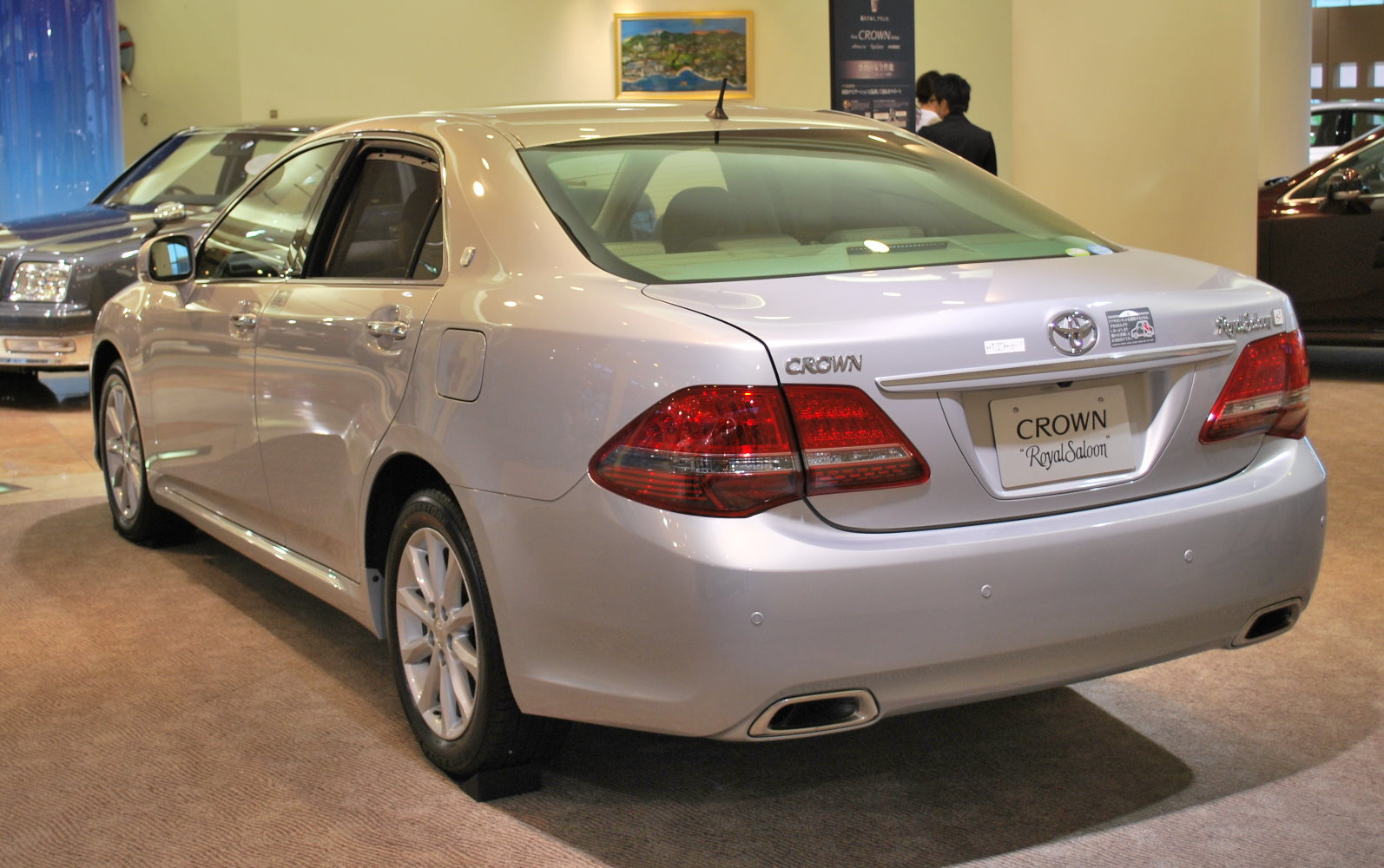
Heckansicht
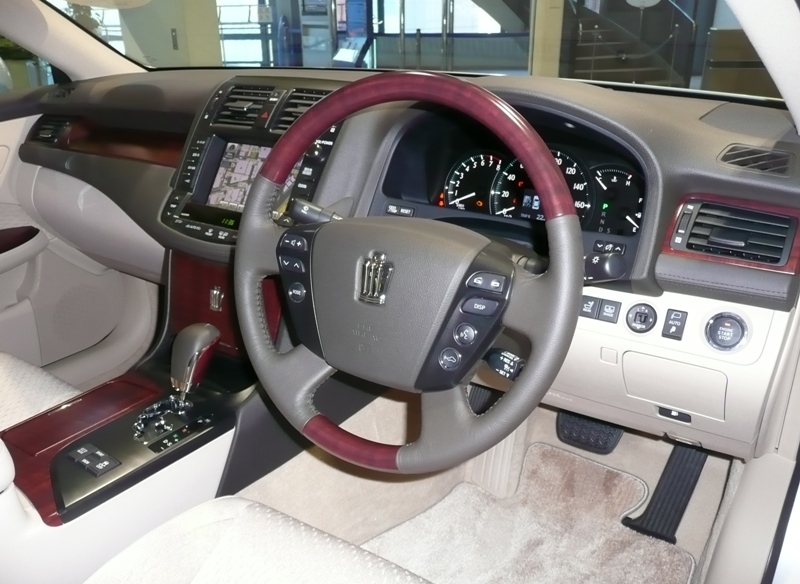
Innenraum des Crown

## Vierzehnte Generation (S210, 2012–2018)
Ab 2012 war die vierzehnte Generation im Handel. Das Fahrzeug ist mit einem Hybridantrieb mit 2,5 Liter-Vierzylindermotor mit Hinterradantrieb ausgestattet; dergleiche Strang wird auch in Lexus 300h-Modellen (IS 300h, GS 300h und NX 300h) verwendet. Der Wagen hat 18 Zoll-Räder.

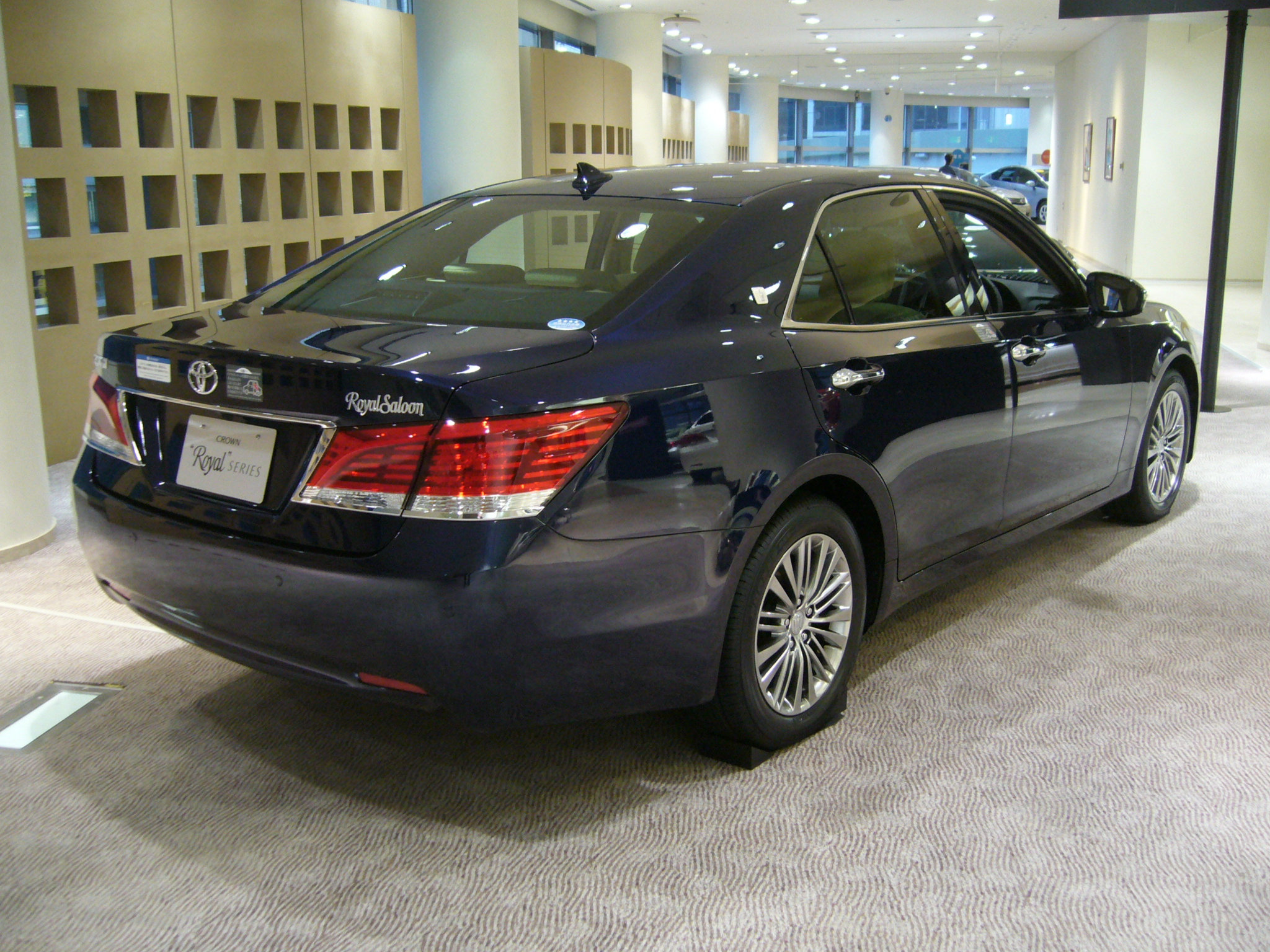
Heckseitenansicht
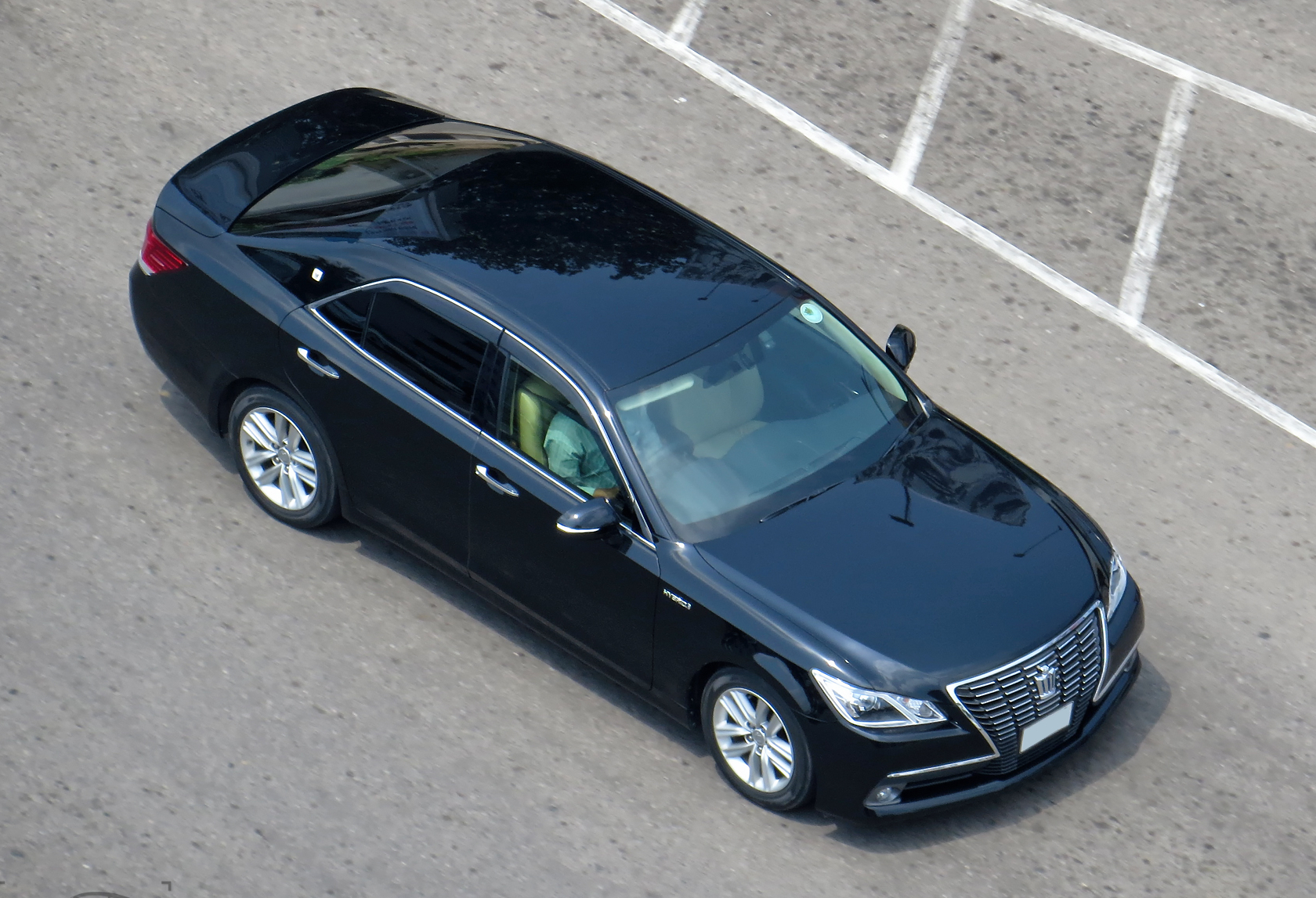
Blick von oben, langer hinterer Überhang
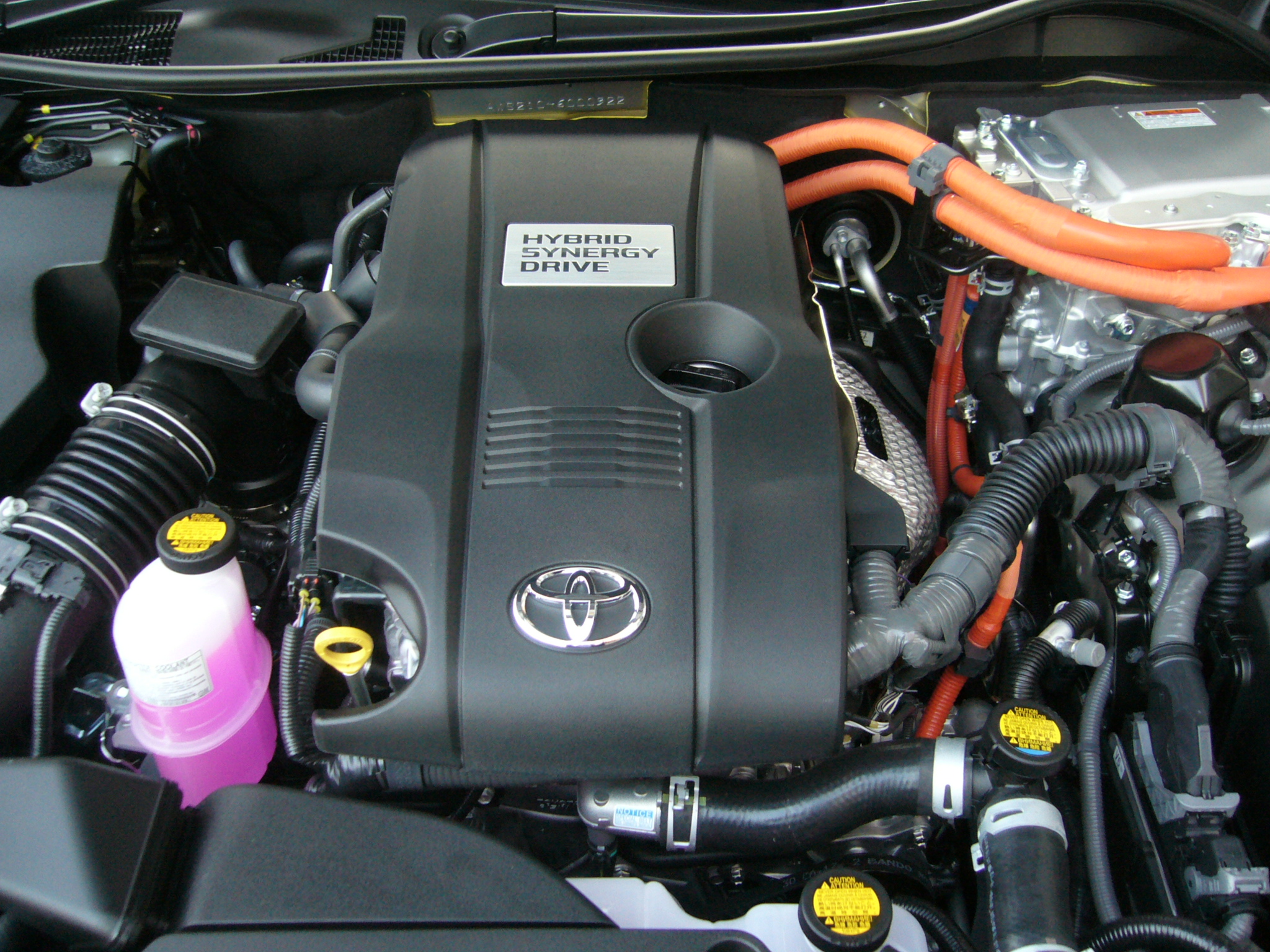
Motorraum

## Fünfzehnte Generation (S220, 2018–2022)
Die fünfzehnte Generation wurde auf der Tokyo Motor Show im Oktober 2017 vorgestellt und wurde ab dem 26. Juni 2018 verkauft.

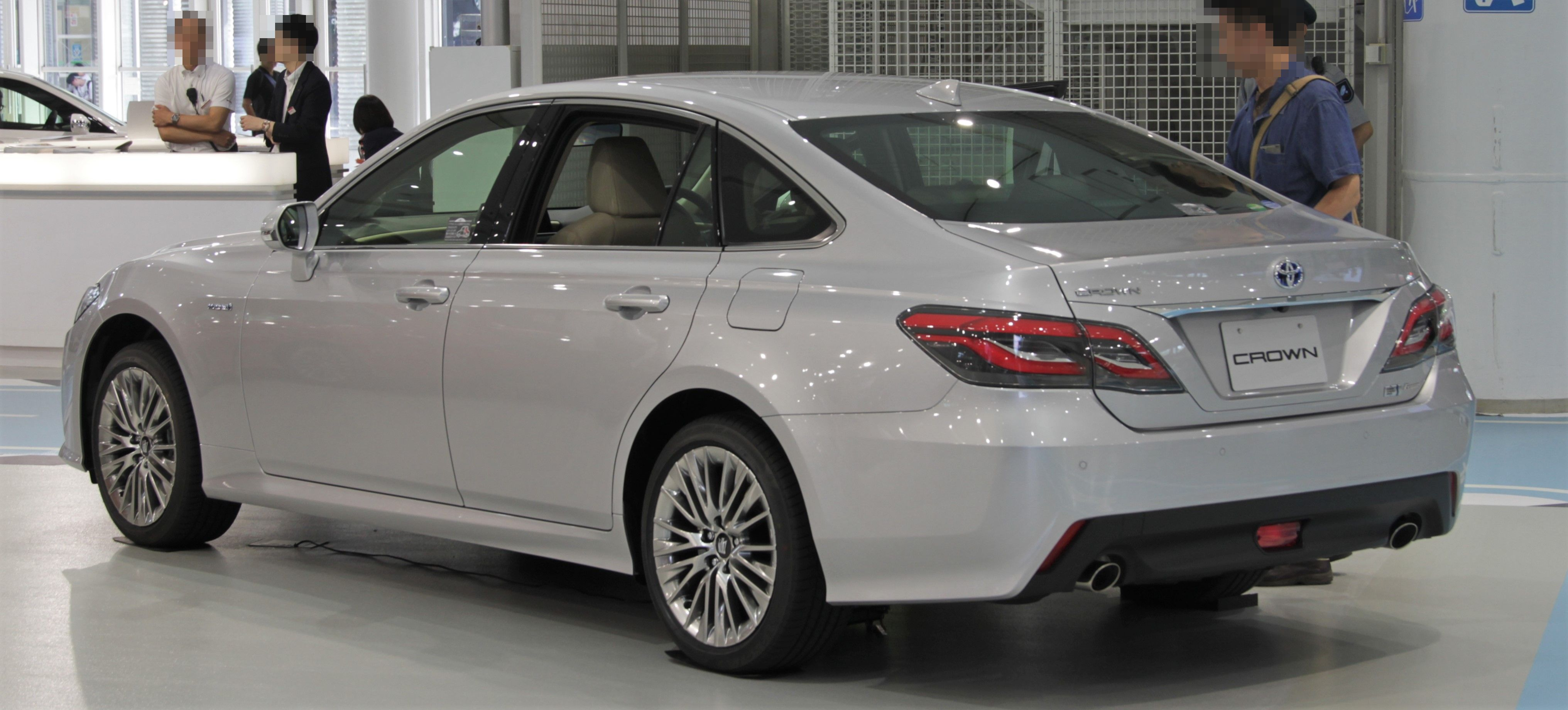
Heckansicht
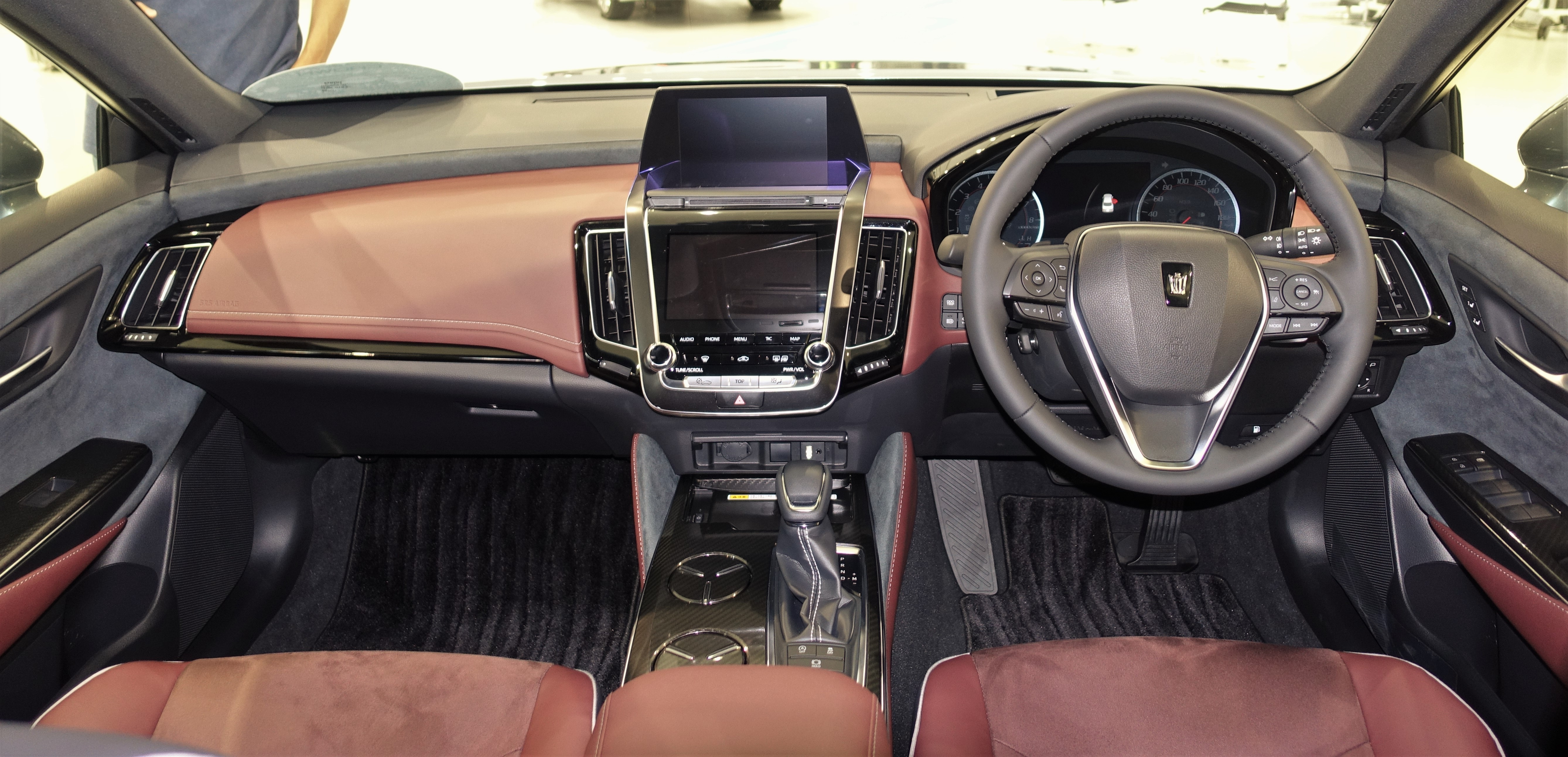
Innenraum

## Sechzehnte Generation (S230, seit 2023)
Im Juli 2022 wurde die sechzehnte Generation der Baureihe vorgestellt, wobei insgesamt vier Karosserieversionen gezeigt wurden. Auch wird die Crown-Reihe auf rund vierzig Märkten weltweit zur Submarke ausgebaut. Zunächst kam im Herbst 2022 der Crown Crossover auf den Markt. Die Sport Utility Vehicles Crown Sport und Crown Signia folgten im Herbst 2023 bzw. Sommer 2024. Die klassische Limousine, die ausschließlich in Asien vermarktet wird, ist seit Herbst 2023 erhältlich. Sie gibt es entweder als 2,5-Liter-Otto-Hybrid oder mit dem aus dem Toyota Mirai bekannten Wasserstoff-Brennstoffzellen-Antrieb. Im Gegensatz zu den anderen Karosserieversionen nutzt die Limousine statt der K- die L-Skalierung der TNGA-Plattform.

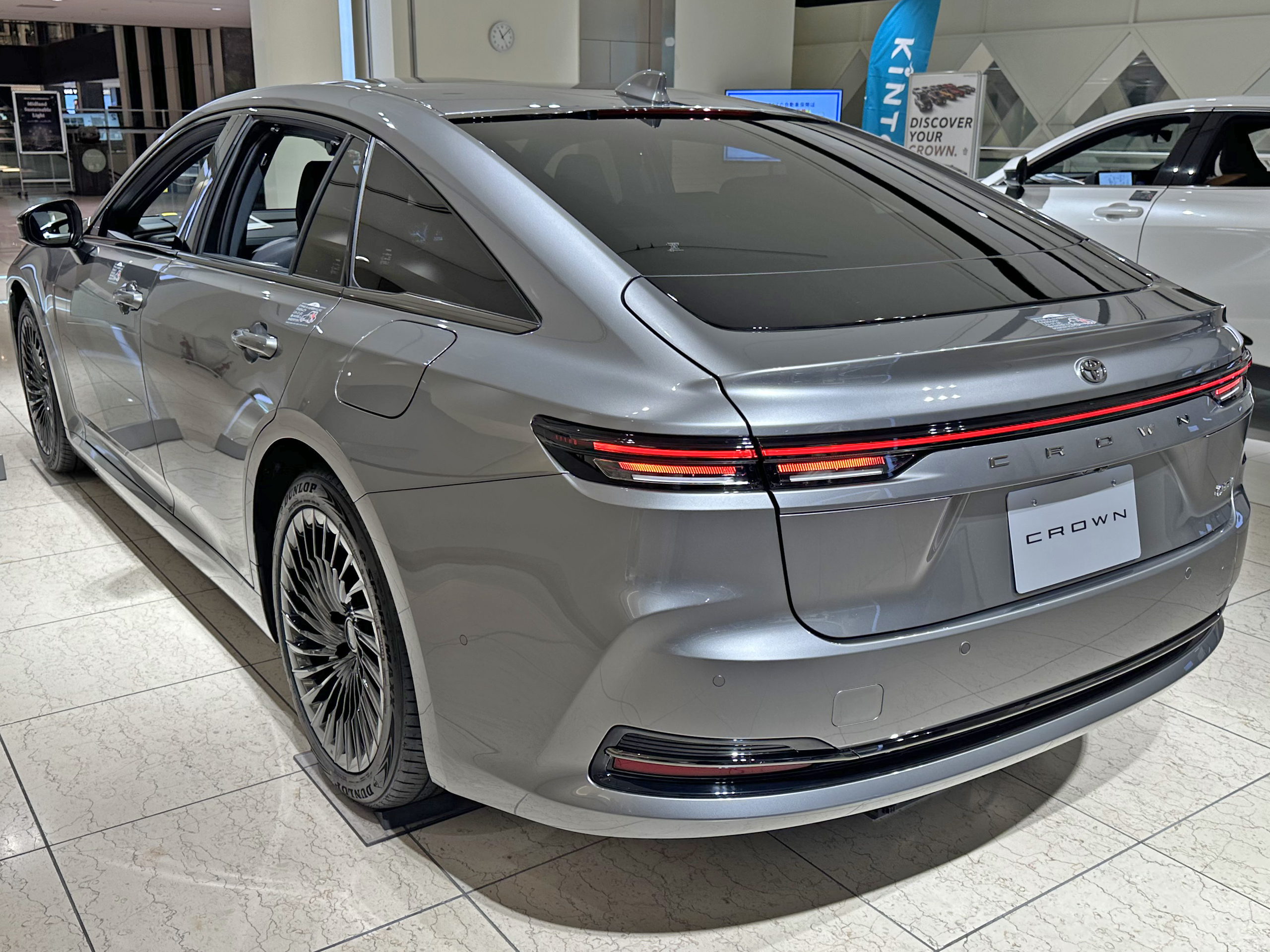
Heckansicht
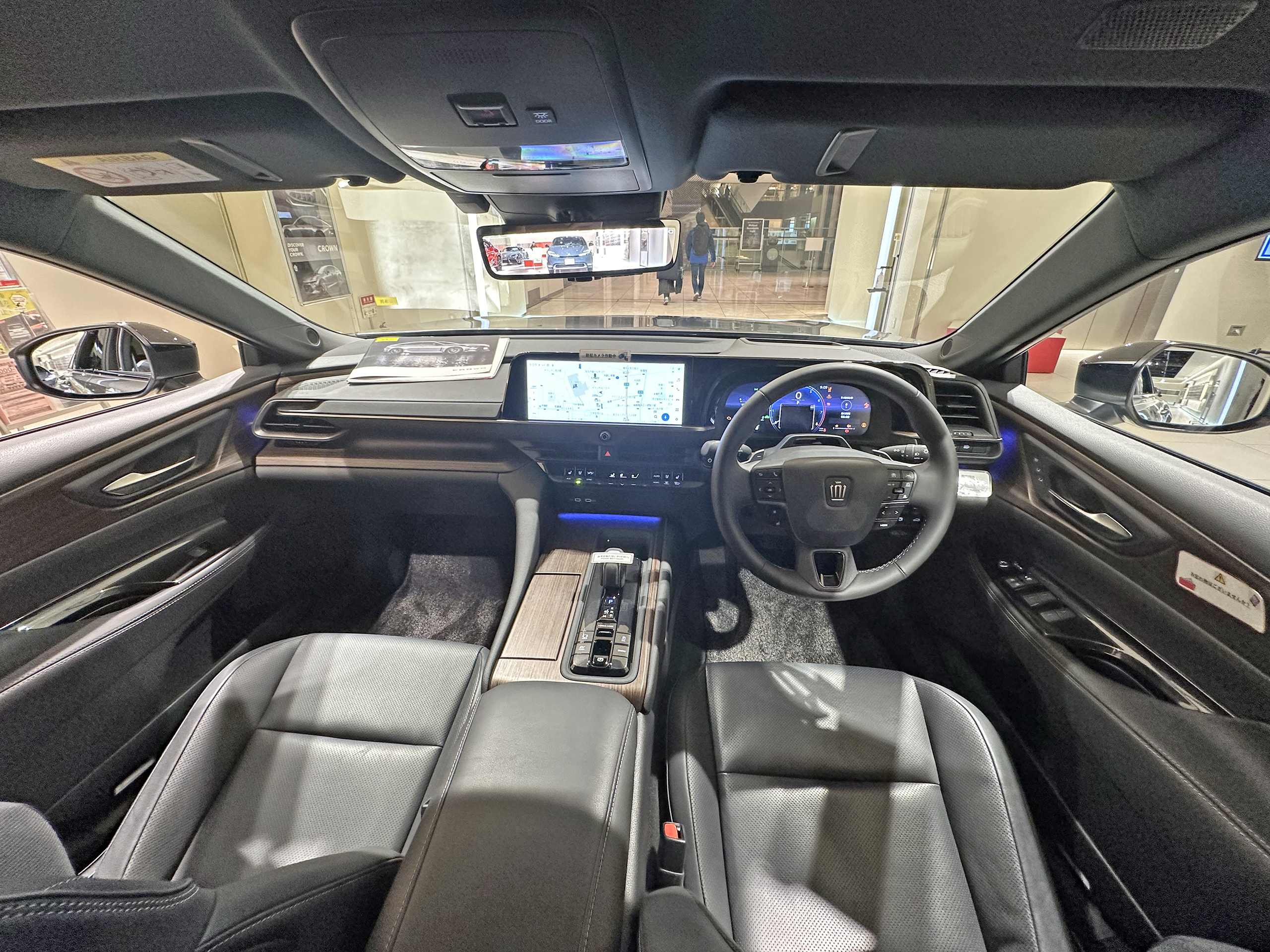
Innenraum

### Technische Daten
|                                             | 2.5 Hybrid                   | FCEV                                                                                   |
| Bauzeitraum                                 | seit 11/2023                 | seit 11/2023                                                                           |
| Motorkenndaten                              |                              |                                                                                        |
| Motortyp                                    | R4-Ottomotor + Elektromotor  | Elektromotor                                                                           |
| Motoraufladung                              | —                            | —                                                                                      |
| Brennstoffzelle                             | —                            | Polymerelektrolytbrennstoffzelle mit 330 Zellen und einer Leistung von 128 kW (174 PS) |
| Hubraum                                     | 2487 cm³                     | —                                                                                      |
| max. Leistung Ottomotor                     | 136 kW (185 PS) bei 6000/min | —                                                                                      |
| max. Leistung Elektromotor                  | 132 kW (180 PS)              | 134 kW (182 PS)                                                                        |
| max. Drehmoment Ottomotor                   | 225 Nm bei 4200–5000/min     | —                                                                                      |
| max. Drehmoment Elektromotor                | 300 Nm                       | 300 Nm                                                                                 |
| Kraftübertragung                            |                              |                                                                                        |
| Antrieb                                     | Hinterradantrieb             | Hinterradantrieb                                                                       |
| Getriebe                                    | Stufenloses Getriebe         | Eingang-Getriebe                                                                       |
| Messwerte                                   |                              |                                                                                        |
| Höchstgeschwindigkeit                       | 180 km/h                     | k. A.                                                                                  |
| Beschleunigung, 0–100 km/h                  | 8,6 s                        | k. A.                                                                                  |
| Kraftstoffverbrauch auf 100 km (kombiniert) | 6,2 l Super                  | k. A.                                                                                  |
| Tankinhalt                                  | 82 l                         | k. A.                                                                                  |